# The Absentee
The Absentee è un film muto del 1915 diretto da Christy Cabanne. Di genere allegorico, era interpretato da Robert Edeson, Allan Sears, Augustus Carney, George A. Beranger, Olga Grey, Mildred Harris.

## Produzione
Il film fu prodotto dalla Majestic Motion Picture Company.

## Distribuzione
Distribuito dalla Mutual, il film uscì nelle sale cinematografiche statunitensi l'8 maggio 1915.

### Conservazione
Non si conoscono copie ancora esistenti della pellicola che viene considerata presumibilmente perduta.